# مرد سرگردان
مرد سرگردان فیلمی به کارگردانی و نویسندگی ژوزف واعظیان محصول سال ۱۳۴۵ است.

## خلاصه داستان
برادر «محمود» به قتل می‌رسد، محمود متهم به قتل شده و زمانی که به وسیلهٔ مأموران با ترن عازم تهران است، ترن از ریل خارج می‌شود و او فرصت می‌یابد که بگریزد...

## بازیگران
- بوتیمار
- فرانک
- شبنم
- مینا
- محسن آراسته
- ایران قادری
- رضا بیک ایمانوردی